# Mind meld
Mind Meld är en procedur som utförs av Vulcans vilken involverar fysisk kontakt med ett objekt som gör det möjligt att dela tankar, erfarenheter, minnen och kunskap med en annan individ. Vulcans kan utföra mind melds med de flesta varelser med undantag för Cardassier som är korrekt tränade. Om varelser av något annat släkte kan motstå mind meld med rätt träning är än så länge oklart.
Via en mind meld kan minnen tas bort (som Spock gjorde i Star Trek: The Original Series) eller ändras (Star Trek: Voyager)